# Dave Irwin
David Benjamin „Dave“ Irwin (* 12. Juli 1954 in Loch Lomond, Ontario) ist ein ehemaliger kanadischer Skirennläufer.

## Karriere
Irwin wuchs in Thunder Bay auf. Während der 1970er Jahre bildete er zusammen mit Jim Hunter, Dave Murray, Steve Podborski und Ken Read die "Crazy Canucks". 
Wenige Tage nach dem Erfolg von Ken Read in der Abfahrt von Val-d’Isère vermochte auch Irwin zu siegen. Am 19. Dezember 1975 gewann Irwin in der Abfahrt in Schladming sein erstes und einziges Weltcuprennen. Wenige Wochen später wurde er bei den Olympischen Winterspielen in Innsbruck Achter in der Abfahrt. Vier Jahre später, bei den Olympischen Winterspielen in Lake Placid, wurde er in derselben Disziplin Elfter.
In seiner letzten aktiven Rennsaison 1981/82 erzielte er noch in Whistler den 3. Platz hinter Peter Müller und Steve Podborski.

## Privates
Sein Vater Bill und sein Onkel Bert Irwin nahmen 1948 ebenfalls als Skirennläufer an Olympischen Winterspielen teil. Sein Vater darüber hinaus auch noch als Skispringer, Langläufer und nordischer Kombinierer.

## Erfolge

### Olympische Winterspiele
- Innsbruck 1976: 8. Abfahrt
- Lake Placid 1980: 11. Abfahrt

### Weltcup
| Datum             | Ort        | Land       | Disziplin |
| ----------------- | ---------- | ---------- | --------- |
| 20. Dezember 1975 | Schladming | Österreich | Abfahrt   |